# 西神中央駅

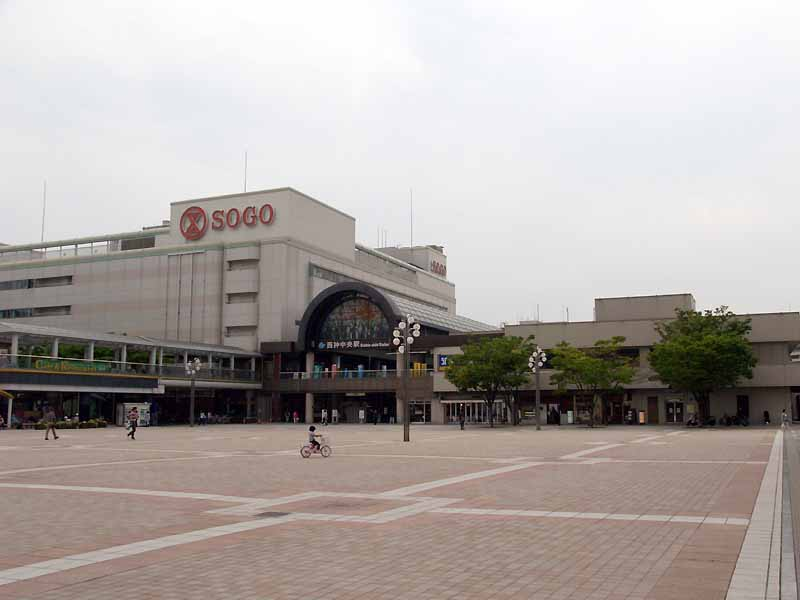
東口（旧駅前広場）、2007年5月

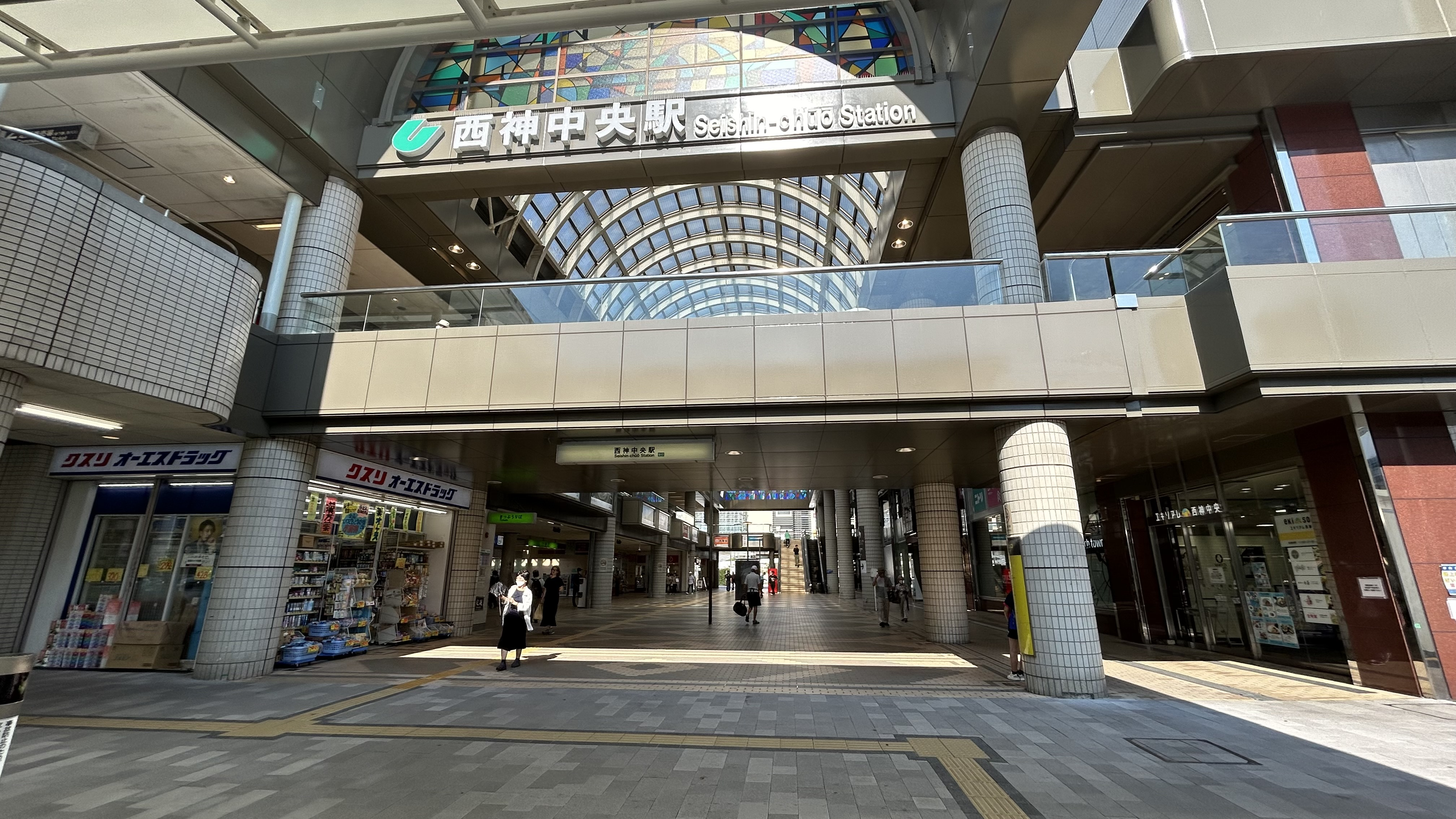
西口、2024年8月

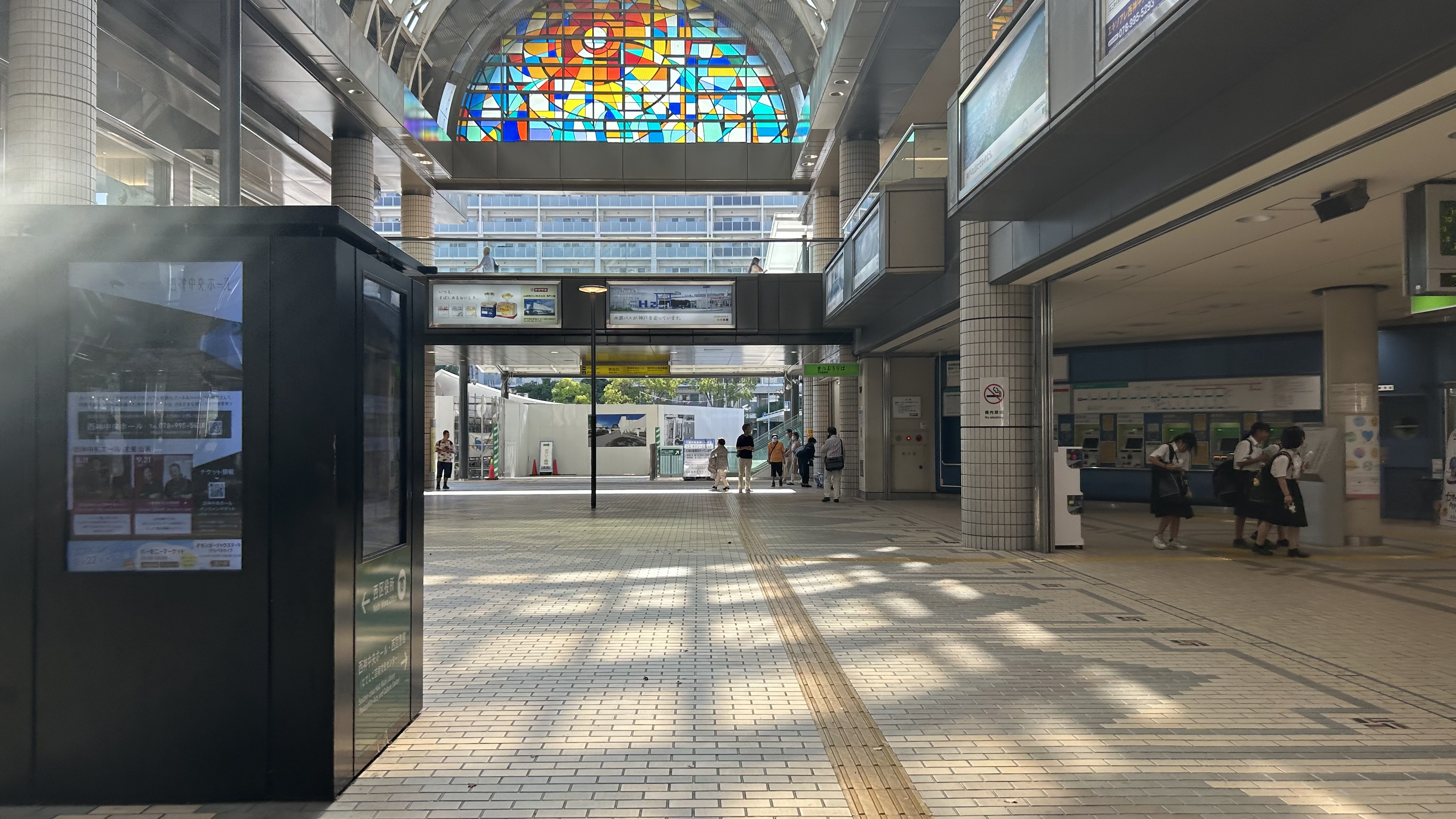
改札前アーケード

西神中央駅（せいしんちゅうおうえき）は、兵庫県神戸市西区糀台（こうじだい）五丁目にある、神戸市営地下鉄西神・山手線の終着駅である。駅番号はS17。駅イメージテーマは「太陽と緑」。神戸市最西端の駅である。

## 歴史
- 1987年（昭和62年）3月18日：開業[2]。
- 1993年（平成5年）7月9日：快速運転を開始する。車庫完成により、1番線の使用開始。
- 1995年（平成7年）
  - 1月17日：阪神・淡路大震災で被災し、不通となる。
  - 1月18日：営業再開、快速を休止。
  - 7月21日：休止していた快速を廃止。
- 2002年（平成14年）10月1日：第3回近畿の駅百選に認定。
- 2012年（平成24年）11月26日：西神中央駅の駅長室から現金約963万円が盗まれる[3]。翌年2月26日に同件で兵庫県警は神戸市交通局の職員2人を逮捕[3]。
- 2021年（令和3年）：ホームドア運用開始。

## 駅構造
地上2階にコンコース、改札があり、地上1階にプラットホームがある標高約90メートルの地上駅である。
地上1階のプラットホームは2面3線であり、さらに2面4線への拡張が可能な構造である。端にある1番線は車庫から出庫した電車専用で、朝ラッシュ時には名谷方面からやってきた営業列車を2、3番線に入線後、回送列車として一旦車庫に引き上げ折り返し、1番線より再び営業列車として発車する運用が比較的頻繁に見られる。以前は快速電車発車専用線として使用されていたが、阪神・淡路大震災後に快速が廃止され、1999年8月6日のダイヤ改正を経て、現在は各駅停車のみが使用する。夜間滞泊も設定されている。休日の昼は2番線に新神戸行き・3番線に谷上行きが交互に入り、折り返すか入庫する。
2019年から、当駅改札内のコンコースに、2018年3月31日をもって閉園した名谷あおぞら幼稚園から譲り受け、ストリートピアノとしてグランドピアノが設置されている。また、2020年1月17日にはNHK BS1の『駅ピアノ・空港ピアノ・街角ピアノ』において、日本国内では初めて当駅のストリートピアノが紹介された（初回放送、同年1月23日に再放送）。好評だったため、Vol.2、Vol.3も制作されている。

### のりば
| ホーム | 路線         | 行先                    |                |
| ------ | ------------ | ----------------------- | -------------- |
| 1      | 西神・山手線 | ■三宮・新神戸・谷上方面 | 出庫列車       |
| 2      | 西神・山手線 | ■三宮・新神戸・谷上方面 | 主に折返し列車 |
| 3      | 西神・山手線 | ■三宮・新神戸・谷上方面 | 主に折返し列車 |

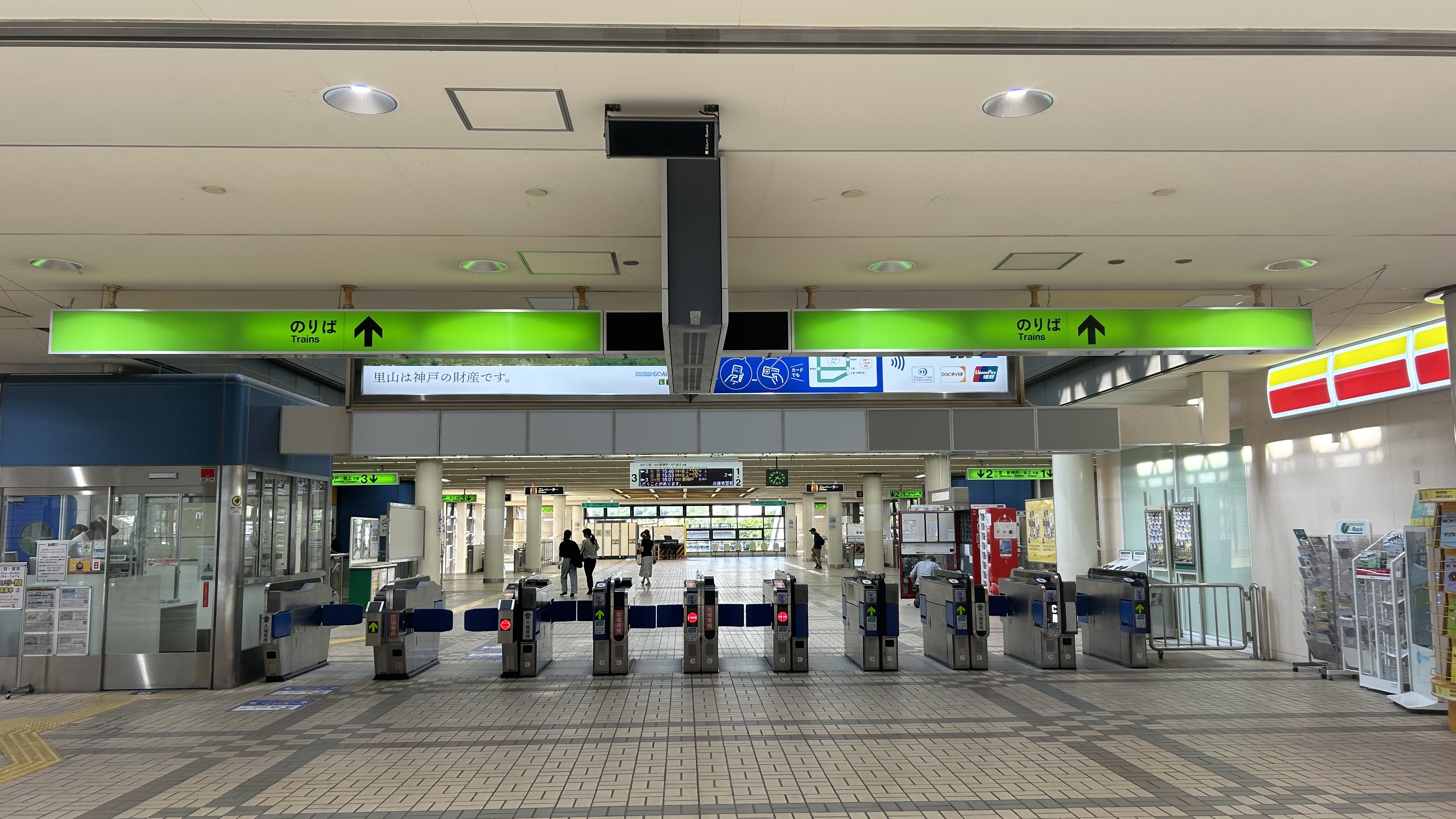
改札口
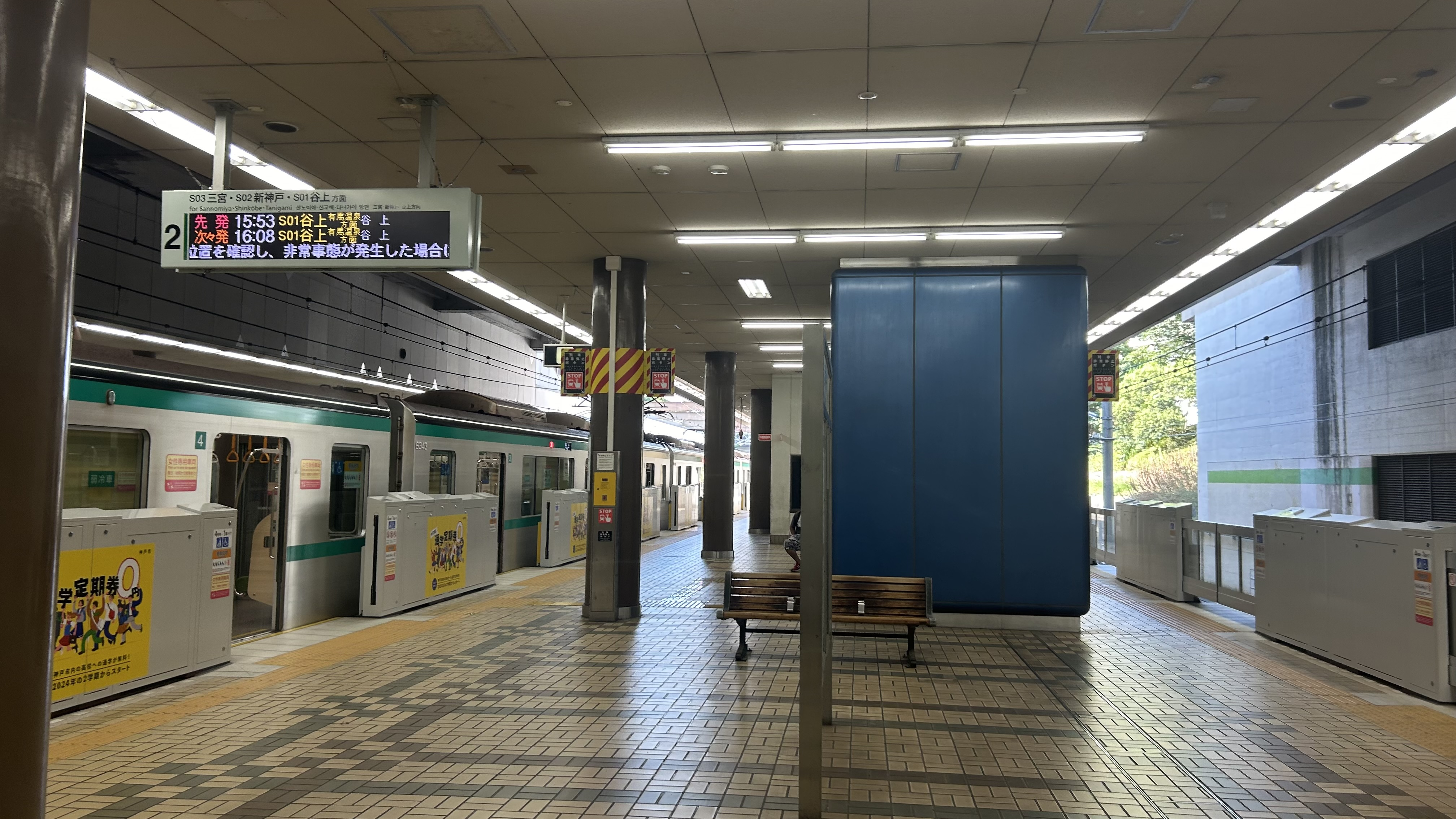
1・2番線ホーム
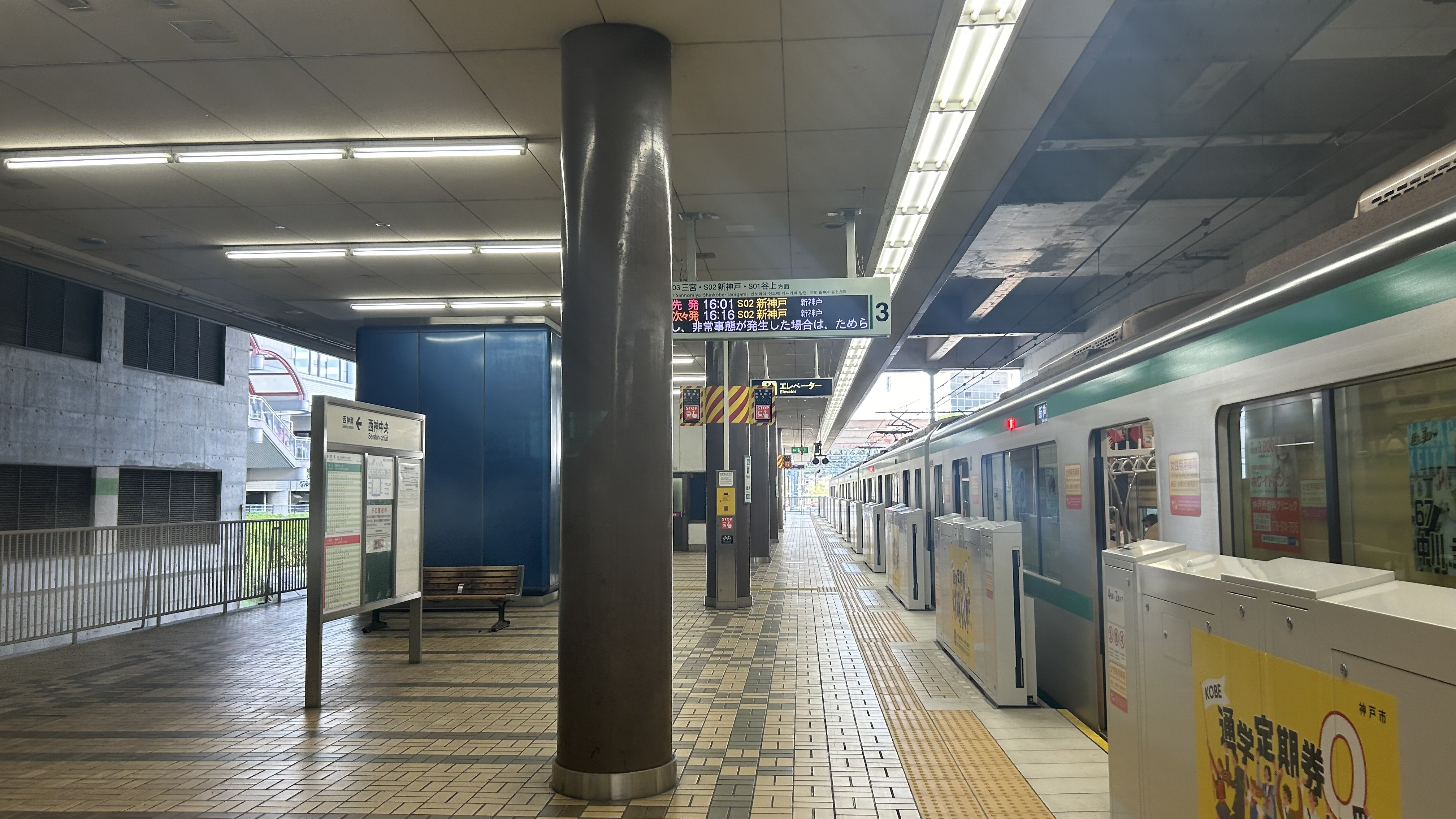
3番線ホーム

## ダイヤ
日中は毎時8本の運行。

## 利用状況
2022年度の1日平均乗車人員は20,513人である。西神・山手線の駅では三宮駅、名谷駅に次ぐ第3位。2001年度以降はゆるやかな減少傾向にある。
近年の1日平均乗車人員の推移は下記の通りである。
| 年度               | 1日平均 乗車人員 |
| ------------------ | ---------------- |
| 1995年（平成07年） | 28,725           |
| 1996年（平成08年） | 28,961           |
| 1997年（平成09年） | 28,991           |
| 1998年（平成10年） | 29,391           |
| 1999年（平成11年） | 28,479           |
| 2000年（平成12年） | 28,029           |
| 2001年（平成13年） | 30,391           |
| 2002年（平成14年） | 29,165           |
| 2003年（平成15年） | 29,003           |
| 2004年（平成16年） | 28,879           |
| 2005年（平成17年） | 28,797           |
| 2006年（平成18年） | 28,783           |
| 2007年（平成19年） | 28,789           |
| 2008年（平成20年） | 28,563           |
| 2009年（平成21年） | 27,657           |
| 2010年（平成22年） | 27,267           |
| 2011年（平成23年） | 26,721           |
| 2012年（平成24年） | 26,359           |
| 2013年（平成25年） | 25,742           |
| 2014年（平成26年） | 25,402           |
| 2015年（平成27年） | 25,515           |
| 2016年（平成28年） | 25,422           |
| 2017年（平成29年） | 25,146           |
| 2018年（平成30年） | 25,008           |
| 2019年（令和元年） | 24,365           |
| 2020年（令和02年） | 18,788           |
| 2021年（令和03年） | 19,242           |
| 2022年（令和04年） | 20,513           |

## 駅周辺
駅名の通り、西神ニュータウンの中心であり、駅周辺は商業施設・公共施設など多くの施設が整備された。
駅を中心とした台地上に西神住宅団地が広がる。駅に近い商業施設・公共施設などの周囲を高層住宅が囲み、駅から離れるにしたがって一戸建ての住宅が増える。駅の北側は西神工業団地である。また、台地の両側の明石川、櫨谷川沿いには田園風景が残る。
現在、神戸市による再開発が非常に盛んに行われており、
2021年（令和3年）には西区役所が玉津地域から西神中央駅前へ移転した。また、西区民センター内にある西図書館と市民ホールの機能を移転した新ホールも駅の西側に開館した。

### 公共施設
- 神戸市西区役所
- なでしこ芸術文化センター[14] ※2022年10月1日開設
  - 西神中央ホール
  - 神戸市立西図書館[15]
- 神戸西警察署[1]
- 西神公共職業安定所（ハローワーク西神）
- 神戸市民病院機構西神戸医療センター[1]
- 神戸市立西区文化センター

### 商業施設
- エキソアレ西神中央（旧・そごう西神店、旧・西神中央駅ショッピングセンター）
- 西神センタービル[12]
- 西神中央駅ビル（フェルマータU）
- ミリオンタウン西神中央
- 神戸西郵便局

### その他

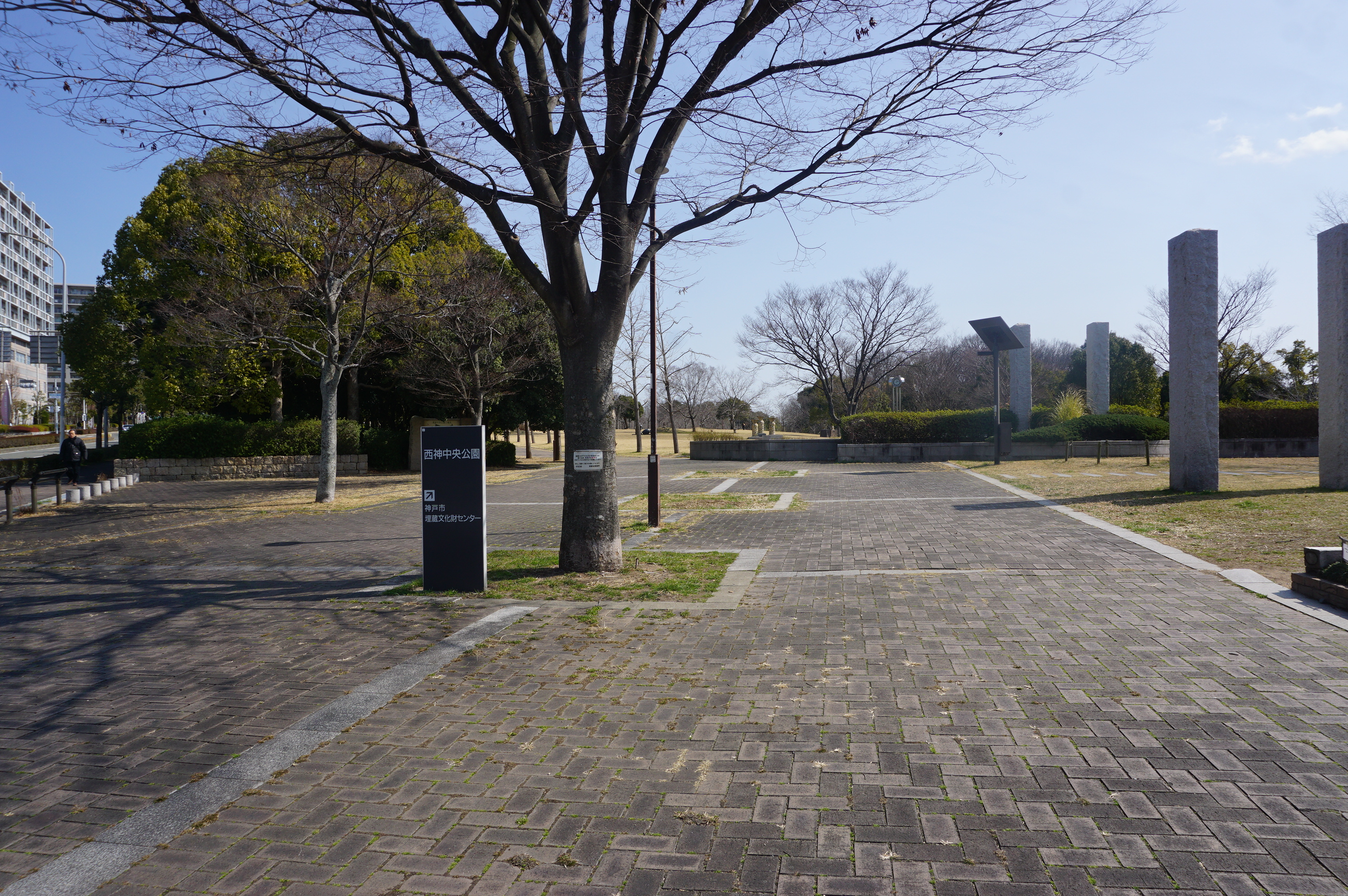
西神中央公園

- 西神中央公園 - 自然の山や池を生かして作られ、芝生広場や桜の森などもある約16haの公園[12]。
  - 神戸市埋蔵文化財センター
- 高塚公園 - 池の周りに作られ、大滝や野外ステージなどもある約17haの公園[12]。
- 兵庫県立神戸高塚高等学校
- 神戸市立農業公園（神戸ワイン城） - 北東へ約2km。
- 如意寺 - 南へ約2km。
- 不二家神戸本社・神戸工場
- 神戸市立糀台小学校

### バス路線
神戸市交通局（神戸市営バス）はニュータウン内路線を受け持っている。また、神姫バス・神姫ゾーンバスは神戸市西区の北部方面および西部・明石市・三木市方面の路線を受け持っている。停留所名は市営バスが西神中央駅前、神姫バスグループは西神中央駅である。
| のりば | 系統 | 経由                                         | 行先               | 会社              | 備考       |
| ------ | ---- | -------------------------------------------- | ------------------ | ----------------- | ---------- |
| 1      | 22   | 春日台公園                                   | かすがプラザ       | ●市営             |            |
| 1      | 22   | 春日台公園                                   | 西体育館           | ●市営             |            |
| 1      | 22循 | 春日台・樫野台                               | 【循環】西神中央駅 | ●市営             |            |
| 2      | 28   | 樫野台小学校                                 | 西体育館           | ●市営             |            |
| 2      | 28   | 樫野台小学校                                 | 春日台4丁目        | ●市営             |            |
| 2      | 28循 | 樫野台・春日台                               | 【循環】西神中央駅 | ●市営             |            |
| 3      | 21   | 5号線                                        | 西体育館           | ●市営             |            |
| 4      | 23   | 工業会館                                     | 【循環】西神中央駅 | ●市営             | 朝のみ     |
| 4      | 23   | 食品団地                                     | 【循環】西神中央駅 | ●市営             | 夕方のみ   |
| 4      | 24   | 糀台・狩場台                                 | 【循環】西神中央駅 | ●市営 ●神姫       |            |
| 4      | 24   | 狩場台5丁目                                  |                    | ●市営 ●神姫       |            |
| 4      | 24   | 高塚橋・興亜池                               | 【循環】西神中央駅 | ●市営 ●神姫       | 朝のみ     |
| 5      | 12   | 上岩岡・岩岡連絡所前                         | 大久保駅           | ●神姫             |            |
| 5      | 12   | 上岩岡北・秋田・福吉                         | 大久保駅           | ●神姫             |            |
| 5      | 12   | 吉生口・上岩岡北・秋田・福吉                 | 大久保駅           | ●神姫             |            |
| 5      | 82   | 養田・田井北口                               | 三木営業所         | ●神姫             |            |
| 5      | 82   | 和田                                         | 三木営業所         | ●神姫             |            |
| 6      | 13   | 松本南口・高津橋・西河原                     | 明石駅             | ●神姫             |            |
| 7      | 43   | 芝崎・平野八幡神社前・変電所前               | 明石駅             | ●神姫             |            |
| 7      | 92   | 芝崎・平野八幡神社前・王塚台5丁目            | 西明石駅           | ●神姫             |            |
| 8      | 12   | 食品団地                                     | 西神霊園           | ●神姫             | 土休日のみ |
| 8      | 13   |                                              | 寺谷               | ●神姫             |            |
| 8      | 13   | 友清                                         |                    | ●神姫             |            |
| 8      | 17   | 見津が丘４丁目・木津駅・複産団地             | 【循環】西神中央駅 | ●神姫             |            |
| 8      | 17   | 複産団地・木津駅                             | 見津が丘４丁目     | ●神姫             |            |
| 9      | 37   | 平野連絡所前・平野八幡神社前・硯町           | 明石駅             | ●神姫             |            |
| 9      | 37A  | 堅田橋・平野八幡神社前・硯町                 | 明石駅             | ●神姫             |            |
| 10     | 27   | 狩場台５丁目                                 | 神戸ワイナリー     | ●神姫             | 土休日のみ |
| 10     | 70   | 細田住吉前・押部谷駅前                       | 押部谷（栄）       | ●神姫             |            |
| 10     | 80   | 農業公園・富士見が丘                         | 緑が丘駅           | ●神姫             |            |
| 10     | 73   | 西神工業会館・細田住吉前・押部谷駅前・月が丘 | 押部谷（栄）       | ●神姫 ●神姫ゾーン |            |
| 10     | 74   | 食品団地・細田住吉前・押部谷駅前・月が丘     | 押部谷（栄）       | ●神姫 ●神姫ゾーン |            |
| 10     | 76   | 養田・細田住吉前・押部谷駅前・月が丘         | 押部谷（栄）       | ●神姫 ●神姫ゾーン |            |
| 10     | 81   | 農業公園・富士見が丘・緑が丘駅               | 青山５丁目         | ●神姫ゾーン       |            |
| 10     | 120  | （直行）                                     | 神戸ワイナリー     | ●神姫ゾーン       | 平日のみ   |
| 11     | 20   | 桜が丘                                       | 押部谷（栄）       | ●神姫 ●神姫ゾーン |            |
| 11     | 20   |                                              | 桜が丘東町４丁目   | ●神姫ゾーン       |            |
| 11     | 20A  | 桜が丘・月が丘                               | 押部谷（栄）       | ●神姫ゾーン       |            |

## 隣の駅
神戸市営地下鉄
西神・山手線
西神南駅 （S16） - 西神中央駅 （S17）
- （）内は駅番号を示す。